# Dime/Tell Me (Remix)
"Dime" là một ca khúc của nam ca sĩ nhạc rap người Mỹ gốc Cuba Pitbull và cũng là đĩa đơn thứ ba trong album phòng thu thứ hai của anh, El Mariel. Ngoài ra ca khúc còn được phát hành dưới cái tên "Tell Me" ("Dime", dịch ra tiếng Anh). Bản album của ca khúc có sự góp giọng của Ken-Y, trong khi bản Radio Edit lại được làm lại và có Frankie J góp giọng.

## Xếp hạng
| Bảng xếp hạng (2006)                        | Vị trí cao nhất |
| ------------------------------------------- | --------------- |
| US Billboard Bubbling Under Hot 100 Singles | 16              |
| US Billboard Latin Songs                    | 5               |